# 入砂島
26°23′08″N 127°06′09″E / 26.38556°N 127.10250°E
入砂島，又名出砂島，是沖繩群島中的一個島嶼，行政區劃上屬於沖繩縣島尻郡渡名喜村。
位於渡名喜島西北約3公里處，面積0.26平方公里，周長1.96公里，標高32公尺，為一圓形低平的島嶼。島南端從西北向東南方向延伸一個長度約450公尺的丘陵，北側為扇形的低地。北部有沙灘。
島上有貝塚時代和御城時代的遺跡，曾出土過那個時代遺留的土器、龜燒，以及15世紀的青瓷。島上建有出砂島炸射練習場，為美軍的演習場，因此在該島周邊活動被嚴格限制。島周邊為石蓴屬的收穫場，只有在美軍不進行訓練的星期日方可准許登島。